# 플레인필드 (코네티컷주)

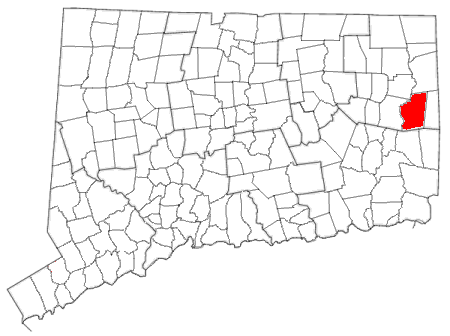
플레인필드의 위치

플레인필드(Plainfield)는 미국 코네티컷주 윈덤군에 있는 읍(town)이다. 2000년의 인구는 14,619명이다. 플레인필드 리 (남쪽, 우편번호 06374), 무섭 리 (북동쪽, 06354), 워레건 리 (북서쪽, 06387), 센트럴 리 (서쪽, 06332)로 구성한다. 각 리는 고유의 우체국과 소방소를 가지고 있다. 플레인필드의 지역번호는 860번이다.

## 인구
| 인구조사              | 인구   | Note  | %±     |
| --------------------- | ------ | ----- | ------ |
| 1820년                | 2,097  |       | —      |
| 1840년                | 2,383  |       | —      |
| 1850년                | 2,732  |       | 14.6%  |
| 1860년                | 3,665  |       | 34.2%  |
| 1870년                | 4,521  |       | 23.4%  |
| 1880년                | 4,021  |       | −11.1% |
| 1890년                | 4,582  |       | 14.0%  |
| 1900년                | 4,821  |       | 5.2%   |
| 1910년                | 6,719  |       | 39.4%  |
| 1920년                | 7,926  |       | 18.0%  |
| 1930년                | 8,027  |       | 1.3%   |
| 1940년                | 7,613  |       | −5.2%  |
| 1950년                | 8,071  |       | 6.0%   |
| 1960년                | 8,884  |       | 10.1%  |
| 1970년                | 11,957 |       | 34.6%  |
| 1980년                | 12,774 |       | 6.8%   |
| 1990년                | 14,363 |       | 12.4%  |
| 2000년                | 14,619 |       | 1.8%   |
| 2010년                | 15,405 |       | 5.4%   |
| 2014 (추산)           | 15,135 | [ 1 ] | −1.8%  |
| U.S. Decennial Census |        |       |        |